# 國立新竹特殊教育學校
國立新竹特殊教育學校（National Hsinchu Special Education School）簡稱竹特，是臺灣新竹縣竹北市一所國立特殊教育學校，2009年成立，設有高職部、國中部、小學部。

## 外部連結
- 國立新竹特殊教育學校 | 網站地圖 （页面存档备份，存于）
- 國立新竹特殊教育學校 - 首頁 | Facebook （页面存档备份，存于）